# Adam Rosiek
Adam Andrzej Rosiek (ur. 17 listopada 1959 w Olszanach) – polski duchowny, były ksiądz rzymskokatolicki, organizator i zwierzchnik Katolickiego Kościoła Narodowego w Polsce.

## Duchowny rzymskokatolicki
Wykształcenie średnie zdobył w liceum ogólnokształcącym im. Stefana Żeromskiego w Strzegomiu, które w 1978 ukończył uzyskaniem matury. Następnie rozpoczął studia filozoficzno-teologicznena na Papieskim Wydziale Teologicznym we Wrocławiu i formację kapłańską Metropolitarnym Wyższym Seminarium Duchownym we Wrocławiu.
Po ukończeniu studiów i obronie pracy magisterskiej z teologii, 26 maja 1984 otrzymał święcenia prezbiteratu z rąk abpa Henryka Gulbinowicza. 
W 1984 został wikariuszem parafii św. Michała Archanioła w Miliczu. W latach 1984–1987 był inicjatorem mszy za Ojczyznę. Organizował cyklicznie tygodnie kultury chrześcijańskiej, był honorowym kapelanem Klubu Inteligencji Katolickiej. W 1986 rozpoczął studia doktoranckie z teologii ekumenicznej oraz organizował spotkania i tygodnie ekumeniczne dla kapłanów i wykładowców Cerkwi Prawosławnej oraz Kościoła Ewangelicko–Augsburskiego. W 1988 zdał egzamin aplikacyjny z prawa. W 2006 zrezygnował z pracy duszpasterskiej w kościele rzymskokatolickim.

## Duchowny PNKK w RP i Katolickiego Kościoła Narodowego
W 2009 nawiązał kontakt z bpem Sylwestrem Bigajem z diecezji kanadyjskiej PNKK i został duchownym PNKK w RP. W 2012 rozpoczął pracę nad tworzeniem niezależnego Kościoła katolickiego w Polsce, której rezultatem 23 września 2012 było Polskiego Narodowego Katolickiego Kościoła w Kanadzie Seniorat Misyjny w Polsce (aktualna nazwa Katolicki Kościół Narodowy w Polsce). 
18 października 2013 na posiedzeniu Synodu w Kanadzie został wybrany na biskupa. 16 sierpnia 2014 wybór został potwierdzony na posiedzeniu Zgromadzenia (Synodu) Kościoła w Polsce przez członków Katolickiego Kościoła Narodowego w Polsce. 31 stycznia 2015 otrzymał sakrę biskupią z rąk  bpa Stanisława Sawickiego w kaplicy Najświętszego Sakramentu w Miliczu. W tym samym roku powołał Wyższe Seminarium Duchowne Katolickiego Kościoła Narodowego, Katolicki Narodowy Instytut Charytatywny Misericordia, Towarzystwo Społeczne Civitas Polonia. Jest twórcą miesięcznika religijnego Wspólnota Wiary.
7 czerwca 2016 otrzymał "The Juliusz Sokolnicki Memorial Charity Medal" ustanowiony przez Prymasa Apostolskiego Kościoła Episkopalnego (The Apostolic Episcopal Church) Mar Joannesa Edmundusa w celu honorowania osób zasłużonych w sferze działalności dobroczynnej.
19 maja 2019 wziął udział w święceniach biskupich ks. Klausa Massa (byłego Wikariusza Generalnego Kościoła Starokatolickiego w Niemczech) oraz ks. Thomasa Doella; biskupów Chrześcijańsko-Katolickiego Kościoła w Niemczech, gdzie był współkonsekratorem wraz z innymi biskupami starokatolickimi. 
W dniach od 30 września do 6 października 2019, przebywając w Rzymie i w Watykanie, odbył szereg spotkań z najważniejszymi hierarchami Kościoła Rzymskokatolickiego, w tym Ojcem świętym Franciszkiem. 2 października 2019 uczestniczył w środowej audiencji generalnej na placu Świętego Piotra w Rzymie. 
25 października 2020 został uroczyście uhonorowany tytułem i wyróżnieniem Austriacko-Niemieckiej Akademii Wojskowej z Wiednia. Uczelnia przyznała tytuł: Apostoła Miłości i Niestrudzonego Ewangelizatora i misjonarza Europy. W dniu 15 sierpnia 2022 r. dokonał aktu koronacji cudownego obrazu Matki Bożej Florenckiej - Matki Dobrego Początku w Sanktuarium we Florencji.